# 城关街道 (潼关县)
城关街道，是中华人民共和国陕西省渭南市潼关县下辖的一个街道办事处。
2015年，陕西省民政厅批复同意撤销潼关县安乐镇、城关镇，合并设立城关街道办事处。

## 行政区划
城关街道下辖以下地区：
秦岭社区、桃林社区、金陡社区、兴隆社区、吴村社区、吴村、周家城村、南寨子村、三堡村、段名村、税南村、管南村、亢家寨村、五虎张村、下屯村、上屯村、高桥村、张尧村、布施河村、樊家村、南营村、北营村、税村、三河村、安乐社区、毛沟村、西柳村、水星村、东柳村、西寨子村、西街子村、马涧村、潼峪村、蒿岔峪村和马吉村。